# Дьякович, Антонио
Антонио Дьякович (нем. Antonio Djakovic; род. 8 октября 2002, Фрауэнфельд) — швейцарский пловец, специализирующийся в плавании вольным стилем. Призёр чемпионатов Европы 2022 и 2024 годов, призёр чемпионата мира 2021 года в 25-метровом бассейне. Участник летних Олимпийских игр 2020 года.

## Карьера
Антонио родился 8 октября 2002 года в Фрауэнфельде в Швейцарии.
В 2021 году был в составе национальной сборной по плаванию на летних Олимпийских играх в Токио, принял участие в заплывах на 200 и 400 метров вольным стилем. На 400-ке с результатом 3:45,82 установил новый национальный рекорд, однако в финал не вышел. Также принял участие в двух эстафетных заплывах, на дистанции 4 по 200 метров вольным стилем команда Швейцарии стала шестой.
В 2021 года в Абу-Даби, на чемпионате мира в 25-метровом бассейне, Антонио сумел завоевать бронзовую медаль на дистанции 400 метров вольным стилем.
В 2022 году на чемпионате Европы по водным видам спорта в Риме стал обладателем двух серебряных медалей, на дистанциях 200 и 400 метро вольным стилем.
В июне 2024 года на чемпионате Европы, который состоялся в Сербии в Белграде Антонио завоевал две бронзовые медали на дистанциях 200 и 400 метров вольным стилем.